# Nancy Kwan

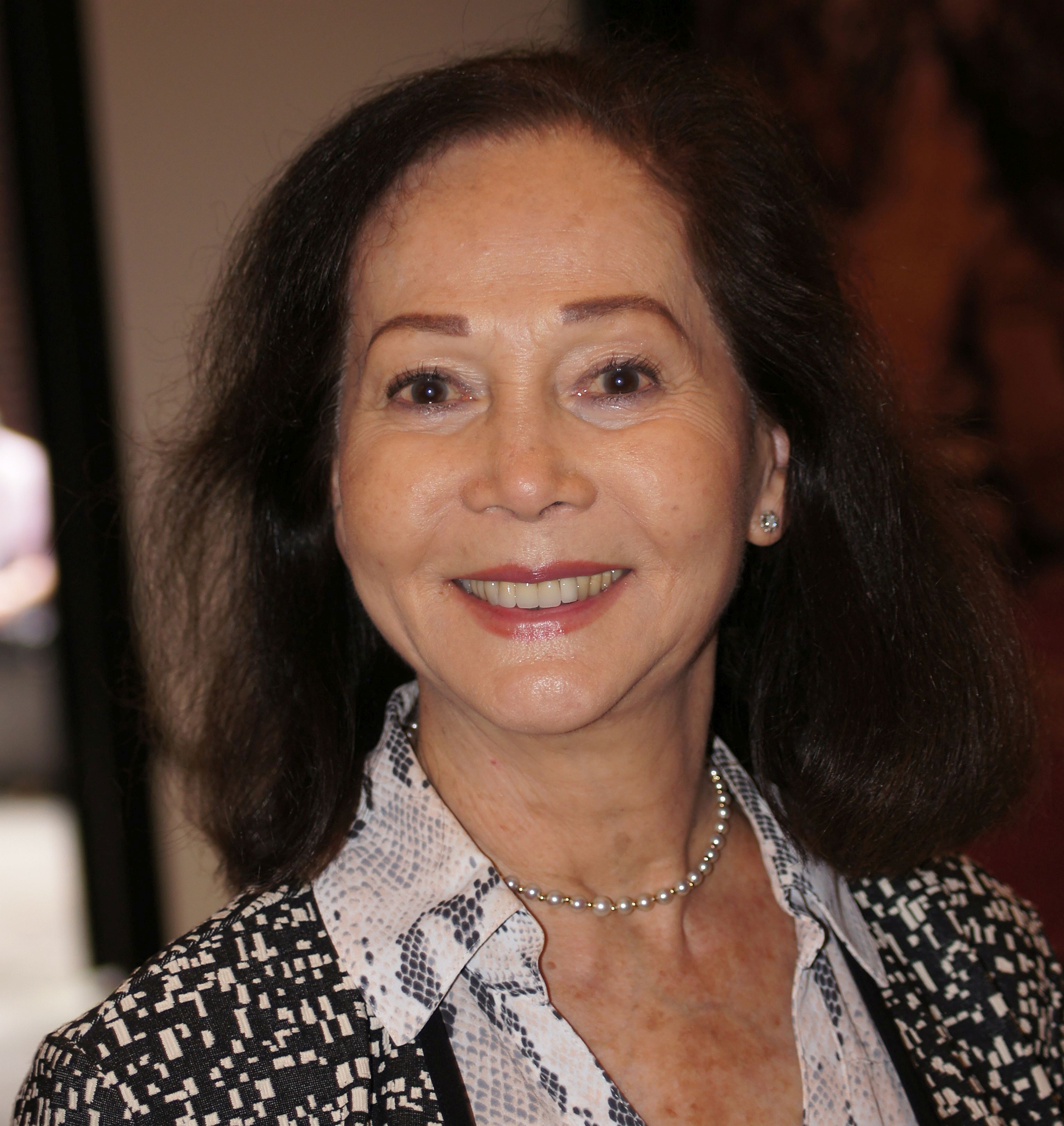
Nancy Kwan, 2019

Nancy Kwan Ka-shen (chinesisch 關家蒨, Pinyin Guān Jiāqiàn, Jyutping Gwaan1 Gaa1sin3, kantonesisch Kwan Ka-shen, * 19. Mai 1939 in Hongkong) ist eine chinesisch-amerikanische Schauspielerin.

## Leben

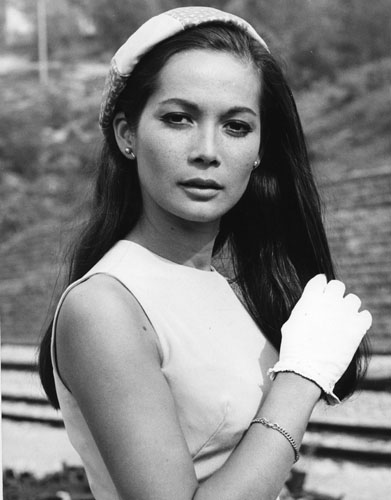
Nancy Kwan, ca. 1966

Nancy Kwan wurde als Tochter eines chinesischen Vaters und einer schottischen Mutter in Hongkong geboren. Als 18-jährige Schülerin der britischen Royal Ballet School wurde sie von Produzent Ray Stark entdeckt, der eine Hauptdarstellerin für den Film Die Welt der Suzie Wong (1960) suchte. Kwan spielte darin eine Prostituierte in Hongkong, die die Geliebte eines weißen Malers (William Holden) wird. Nach diesem Film ging Kwan nach Hollywood, wo sie in kürzester Zeit zur prominentesten ostasiatischen Schauspielerin aufstieg und damit zur Nachfolgerin der 1961 verstorbenen Anna May Wong wurde.
In den 1960er Jahren arbeitete sie teils in den USA, teils in Europa. 1972 kehrte sie gemeinsam mit ihrem schwerkranken Vater nach Hongkong zurück. Nach der Scheidung von ihrem zweiten Ehemann wollte sie dort mit ihrem kleinen Sohn eigentlich nur ein Jahr verbringen, blieb dann jedoch für mehrere Jahre und leitete ein eigenes Unternehmen, das Werbespots für den südostasiatischen Markt produzierte. Daneben trat sie in verschiedenen – ebenfalls für Südostasien produzierten – Spielfilmen auf. 1979 kehrte sie in die USA zurück, wo sie nun häufig im Fernsehen auftrat, u. a. in dem NBC-Mehrteiler Noble House (1988).
Nancy Kwan ist politisch aktiv als Sprecherin der Wählervereinigung Asian American Voters Coalition.
Nancy Kwan war in erster Ehe mit dem österreichischen Hotelier Peter Pock (Heirat 1962), und in zweiter Ehe mit David Giles (Heirat 1970) verheiratet. Aus ihrer ersten Ehe stammt ihr an AIDS verstorbener Sohn Bernie Pock (1963–1996), der als Stuntman und Schauspieler ebenfalls in der Filmbranche tätig war. Seit 1976 ist sie in dritter Ehe mit dem aus Österreich stammenden Regisseur Norbert Meisel verheiratet.

## Auszeichnungen
Nancy Kwan gewann 1961 einen Golden Globe Award als Beste Nachwuchsdarstellerin; für ihren Auftritt in Die Welt der Suzie Wong erlangte sie gleichzeitig eine Golden-Globe-Nominierung als Beste Hauptdarstellerin in einem Drama. 1961 erreichte sie bei den Laurel Awards als Beste Nachwuchsdarstellerin einen zweiten Platz.

## Filmografie (Auswahl)
- 1960: Die Welt der Suzie Wong (The World of Suzie Wong)
- 1960: What’s My Line? (Fernsehshow, eine Folge)
- 1961: Mandelaugen und Lotosblüten (Flower Drum Song)
- 1962: Die Nächte mit Nancy (The Main Attraction)
- 1963: Die total verrückte Büroparty (The Wild Affair)
- 1963: Picknick um Mitternacht (Tamahine)
- 1964: Hotel für Liebespaare (Honeymoon Hotel)
- 1964: Bezwinger des Todes (Fate Is the Hunter)
- 1966: Mong fu sek
- 1966: Robin Crusoe, der Amazonenhäuptling (Lt. Robin Crusoe, U.S.N.)
- 1966: Arrivederci, Baby! (Drop Dead Darling)
- 1966: Die Hölle von Macao
- 1968: Nobody’s Perfect
- 1968–1969: Hawaii Fünf-Null (Hawaii Five-0, Fernsehserie, 3 Folgen)
- 1969: Rollkommando (The Wrecking Crew)
- 1969: The Girl Who Knew Too Much
- 1970: Die McMasters (The McMasters)
- 1973: Liebesgrüße aus Fernost (Wonder Women)
- 1974: Kung Fu (Fernsehserie, zwei Folgen)
- 1975: The Pacific Connection
- 1975: Supercock
- 1976: Hadleigh (Fernsehserie, eine Folge)
- 1976: Project: Kill
- 1978: Night Creature
- 1978: Fortress in the Sun
- 1978: Fantasy Island (Fernsehserie, eine Folge)
- 1979: Streets of Hong Kong
- 1982: Angkor – Das Tor zur Hölle (Angkor: Cambodia Express)
- 1983: Walking the Edge
- 1983: The Last Ninja (Fernsehfilm)
- 1984: Trapper John, M.D. (Trapper John, M.D., Fernsehserie, eine Folge)
- 1984: Unter der Sonne Kaliforniens (Knots Landing, Fernsehserie, eine Folge)
- 1984: Partners in Crime (Fernsehserie, eine Folge)
- 1985: Big Trouble in Hongkong (Blade in Hong Kong) (Fernsehfilm)
- 1986: Das A-Team (The A-Team, Fernsehserie, eine Folge)
- 1988: Fluchtpunkt Hongkong (Keys to Freedom)
- 1988: Noble House (Fernsehmehrteiler, 4 Folgen)
- 1990: Los Angeles Cop (Night Children)
- 1990: Cold Dog – Zur Hölle mit dem Himmelhund (Cold Dog Soup)
- 1990: Katastrophenflug 243 (Miracle Landing) (Fernsehfilm)
- 1990: Babies (Fernsehfilm)
- 1993: Dragon – Die Bruce Lee Story (Dragon: The Bruce Lee Story)
- 1995: Shan shui you xiang feng
- 1995: Rebellious
- 1996: Rodgers & Hammerstein: The Sound of Movies (Dokumentation)
- 1997: Soul of the Avenger
- 1998: Mr. P’s Dancing Sushi Bar
- 2000: Emergency Room – Die Notaufnahme (ER, Fernsehserie, eine Folge)
- 2005: Murder on the Yellow Brick Road
- 2006: Ray of Sunshine

## Buch von Nancy Kwan
- Bernie Pock & Nancy Kwan: A Celebration of Life, Memories of My Son. ISBN 0-9664395-0-3.